# Ayorkor Korsah
Pour les articles homonymes, voir Korsah.
G. Ayorkor Korsah (anciennement G. Ayorkor Mills-Tettey ) est une informaticienne ghanéenne, elle dirige le département d'informatique de l'université Ashesi au Ghana.

## Enfance et éducation
Korsah s'est spécialisée en ingénierie au Dartmouth College et a obtenu son diplôme Summa Cum Laude en juin 2003. Elle a fréquenté l'université Carnegie-Mellon pour son travail de doctorat en informatique obtenant un doctorat en 2011 pour sa thèse, intitulée « Exploring bounded optimal coordination for heterogeneous teams with cross-schedule dependencies ».  

## Carrière
De 2003 à août 2004, elle est conférencière invitée en informatique au Département d'informatique de l'université Ashesi, puis de nouveau de juin à septembre 2006. De septembre à décembre 2006, elle est assistante d'enseignement au Robotics Institute de l'université Carnegie-Mellon, à Pittsburgh, aux États-Unis. 

## Réalisations
Korsah et Ken Goldberg, cofondateurs de l'African Robotics Network (AFRON), ont reçu le Tribeca Disruptive Innovation Award 2013 pour leur travail dans la fondation du réseau et le défi "10 $ Robot Design",.

## Publications
- G. Ayorkor Korsah, Anthony Stentz et M. Bernardine Dias, «A complete taxonomy for multi-robot task allocation», The International Journal of Robotics Research, octobre 2013 Vol 32, Issue 12: pp. 1495-1512.
- G. Ayorkor Korsah, Balajee Kannan, Brett Browning, Anthony Stentz et M. Bernardine Dias, «xBots: An Approach to Generating and Executing Optimal Multi-Robot Plans with Cross-Schedule Dependencies», 2012 IEEE International Conference on Robotics and Automation (ICRA) ), Mai 2012.
- G. Ayorkor Korsah, Jack Mostow, M. Bernardine Dias, Tracy Morrison Sweet, Sarah M. Belousov, M. Frederick Dias, Haijun Gong, «Improving Child Literacy in Africa: Experiments with a Automated Reading Tutor», Information Technologies & International Development, vol 6 no. 2, 2010.